# Cat Person
Cat Person is een Amerikaans-Franse psychologische thriller uit 2023, geregisseerd door Susanna Fogel. De film is gebaseerd op het gelijknamige korte verhaal uit 2017 van Kristen Roupenian.

## Verhaal
Studente Margot verdient haar brood door in een bioscoop te werken. Op een dag maakt ze daar kennis met de 33-jarige Robert. Na een informele flirt bij de eet- en drinkfaciliteiten zetten ze hun gesprek voort via sms-berichten. Wanneer hun ideeën botsen, nemen de gebeurtenissen het over.

## Rolverdeling
| Acteur                | Personage       |
| --------------------- | --------------- |
| Emilia Jones          | Margot          |
| Nicholas Braun        | Robert          |
| Geraldine Viswanathan | Taylor          |
| Isabella Rossellini   | Dr. Enid Zabala |
| Hope Davis            | Kelly           |
| Fred Melamed          | Dr. Resnick     |
| Christopher Shyer     | Ernie           |
| Liza Koshy            | Beth            |
| Josh Andrés Rivera    | Dave            |
| Isaac Cole Powell     | Clay            |
| Liza Colón-Zayas      | Officier Elaine |
| Michael Gandolfini    | Peter           |

## Productie
In juni 2021 maakten StudioCanal en Imperative Entertainment bekend dat ze het korte verhaal van Kristen Roupenian zouden verfilmen voor het grote scherm, waardoor het verhaal een thrillernuance zou krijgen.
De opnames vonden plaats in het najaar van 2021 in New Jersey.

## Release
De film ging in première op 21 januari 2023 op het Sundance Film Festival. Cat Person werd op 6 oktober 2023 in de Verenigde Staten uitgebracht door Rialto Pictures.

## Ontvangst
Op Rotten Tomatoes heeft Cat Person een waarde van 45% en een gemiddelde score van 5,60/10, gebaseerd op 116 recensies. Op Metacritic heeft de film een gemiddelde score van 48/100, gebaseerd op 30 recensies.